# 의회 제도

청색: 양원제 국가
연두색: 단원제 국가이나 자문 기관을 가지고 있는 국가
주황색: 단원제 국가
검은색: 입법부가 없는 국가

의회 제도는 크게 하나의 합의체를 구성하는 단원제와 상·하원, 두 개의 의원으로 구성되는 양원제가 있다.

## 양원제 실시 국가
- 가봉
- 그레나다
- 나미비아
- 나이지리아
- 남수단
- 남아프리카 공화국
- 네덜란드
- 도미니카 공화국
- 독일
- 라이베리아
- 러시아
- 레소토
- 루마니아
- 르완다
- 리비아
- 마다가스카르
- 말레이시아
- 멕시코
- 모로코
- 모리타니
- 미국
- 미얀마
- 바레인
- 바베이도스
- 바하마
- 벨기에
- 벨라루스
- 벨리즈
- 보스니아 헤르체고비나
- 볼리비아
- 부룬디
- 부탄
- 브라질
- 세인트루시아
- 소말리아
- 수단
- 스위스
- 스페인
- 슬로베니아
- 아르헨티나
- 아이티
- 아일랜드
- 아프가니스탄
- 알제리
- 앤티가 바부다
- 에스와티니
- 에티오피아
- 영국
- 오만
- 오스트레일리아
- 오스트리아
- 요르단
- 우루과이
- 우즈베키스탄
- 이탈리아
- 인도
- 인도네시아
- 일본
- 자메이카
- 적도 기니
- 짐바브웨
- 체코
- 칠레
- 카자흐스탄
- 캄보디아
- 캐나다
- 케냐
- 콜롬비아
- 콩고 공화국
- 콩고 민주 공화국
- 타지키스탄
- 태국
- 트리니다드 토바고
- 파라과이
- 파키스탄
- 팔라우
- 폴란드
- 프랑스
- 필리핀

## 단원제 실시 국가
- 가나
- 가이아나
- 감비아
- 과테말라
- 그리스
- 기니
- 기니비사우
- 나우루
- 네팔
- 노르웨이
- 뉴질랜드
- 니제르
- 니카라과
- 대한민국
- 덴마크
- 도미니카 연방
- 동티모르
- 라오스
- 라트비아
- 레바논
- 룩셈부르크
- 리투아니아
- 리히텐슈타인
- 마셜 제도
- 말라위
- 말리
- 모나코
- 모리셔스
- 모잠비크
- 몬테네그로
- 몰도바
- 몰디브
- 몰타
- 몽골
- 미크로네시아 연방
- 바누아투
- 방글라데시
- 베냉
- 베네수엘라
- 베트남
- 보츠와나
- 부르키나파소
- 북마케도니아
- 불가리아
- 브루나이
- 사모아
- 산마리노
- 상투메 프린시페
- 서사하라
- 세네갈
- 세르비아
- 세이셸
- 세인트빈센트 그레나딘
- 세인트키츠 네비스
- 솔로몬 제도
- 수리남
- 스리랑카
- 스웨덴
- 슬로바키아
- 시리아
- 시에라리온
- 싱가포르
- 아랍에미리트
- 아르메니아
- 아이슬란드
- 아제르바이잔
- 안도라
- 알바니아
- 앙골라
- 에리트레아
- 에스토니아
- 에콰도르
- 엘살바도르
- 예멘
- 온두라스
- 우간다
- 우크라이나
- 이라크
- 이란
- 이스라엘
- 이집트
- 잠비아
- 조선민주주의인민공화국
- 조지아
- 중국
- 중앙아프리카 공화국
- 중화민국
- 지부티
- 차드
- 카메룬
- 카보베르데
- 코모로
- 코소보
- 코스타리카
- 코트디부아르
- 쿠웨이트
- 크로아티아
- 키르기스스탄
- 키리바시
- 키프로스
- 탄자니아
- 튀르키예
- 토고
- 통가
- 투발루
- 튀니지
- 투르크메니스탄
- 파나마
- 파푸아뉴기니
- 팔레스타인
- 페루
- 포르투갈
- 피지
- 핀란드
- 헝가리

}}

## 기타
- 보츠와나와  이란, 그리고  중국은 단원제 국가이지만 자문 기관을 두고 있다.
- 바티칸 시국은 교황청으로서 의회 기관이 존재하지 않다.
- 사우디아라비아와  카타르는 이슬람교 태생지으로서 의회 기관이 존재하지 않다.